# La Légende de Gösta Berling
Pour plus de détails, voir Fiche technique et Distribution.
La Légende de Gösta Berling (Gösta Berlings saga) est un film suédois réalisé par Mauritz Stiller, sorti en 1924.
Il est basé sur le premier roman de l'auteure suédoise Selma Lagerlöf, lauréate du prix Nobel, de 1891, la saga Gösta Berlings.

## Synopsis
Gösta Berling, jeune pasteur luthérien, est esclave de ses désirs. Il est renvoyé à cause de ses frasques. Il s'occupe d'une dame riche qui l'entretient en retour. Après plusieurs aventures, il rencontre la belle comtesse Dohna et ils commencent une nouvelle vie ensemble.

## Fiche technique
- Titre : La Légende de Gösta Berling
- Titre original : Gösta Berlings saga
- Réalisation : Mauritz Stiller
- Scénario : Ragnar Hyltén-Cavallius et Mauritz Stiller d'après le roman de Selma Lagerlöf
- Production : Svensk Filmindustri
- Arrengements musicaux : Gaston Borch
- Photographie : Julius Jaenzon
- Direction artistique : Vilhelm Bryde
- Format : Noir et blanc - Film muet
- Pays : Suède
- Genre : Drame
- Durée : 183 minutes
- Date de sortie : 
  -  Suède 10 mars 1924
  -  États-Unis 27 octobre 1928

## Distribution
- Lars Hanson : Gösta Berling
- Sven Scholander : Sintram
- Ellen Hartman-Cederström : la comtesse Märtha Dohna
- Mona Mårtenson : la comtesse Ebba Dohna
- Torsten Hammarén : le comte Henrik Dohna
- Greta Garbo : Elizabeth Dohna, sa femme
- Gerda Lundequist : Majorskan; Margaretha Samzelius
- Jenny Hasselqvist : Marianne Sinclaire
- Sixten Malmerfelt : Melchior Sinclaire
- Karin Swanström : Gustava, sa femme
- Hugo Rönnblad : Beerencreutz
- Knut Lambert : Rutger von Örneclou
- Otto Elg-Lundberg : le commandant Samzelius
- Jan de Meyere : Löwenborg
- Anton De Verdier : le cousin Kristoffer
- Axel Jacobsson : Lilliencrona
- Gaston Portefaix : le major Anders Fuchs

## Autour du film
- En raison de sa longueur, le film a été édité en deux parties.
- Premier grand rôle de Greta Garbo